# Meiofauna
La meiofauna o meiobentos está compuesta por los pequeños animales que habitan entre los granos de arena y en los fangos. Se trata de pequeños invertebrados, que no superan 1 mm en la mayoría de los casos, y pueden llegar a medir 45 μm. Está formada por miles de especies, entre ellos: rotíferos, platelmintos, copépodos, poliquetos, ácaros, tardígrados, quinorrincos, ostrácodos, y nematodos. Se cree que la evolución de la vida desde el mar a la tierra pudo dar sus primeros pasos en las playas, aunque no todos estos seres proceden del mar. Así, los ácaros siguen una ruta inversa a la de la mayoría de especies meiofaunales: originalmente eran organismos terrestres y colonizaron un nicho playero con posterioridad. 
La meiofauna es de un gran provecho ambiental. Las playas son como filtros a los que el mar arroja constantemente biomasa: algas, plancton, bacterias y otros organismos y sustancias, gran parte de ellos perjudiciales para el ser humano. Además, los excrementos de gaviotas y otros animales liberan en las playas abundantes parásitos. Las especies componentes de la meiofauna se encargan de consumir y depurar todo esto, ya que es su alimento. También son excelentes bioindicadores de contaminación, ya que perciben cualquier cambio en las variables ambientales de los ecosistemas marino y terrestre. Por último, su papel en el conjunto de la pirámide ecológica es esencial. La meiofauna se encuentra en la base de la cadena trófica, y una alteración en sus poblaciones tendría consecuencias imprevisibles en los eslabones superiores de dicha cadena.

## Tamaño
Para separarlos del sedimento se usan tamices normalizados, cuyos tamaños de luz varían según los autores y autoras. Se consideran pertenecientes a la meiofauna a los animales que atraviesan el tamiz de ancho de luz de 500 μm (o de 1 mm), pero quedan retenidos en un tamiz de ancho de luz de 40 μm (o de 42 μm, 44 μm o 63 μm).